# Argus-páva
Az Argus-páva (Argusianus argus) a madarak (Aves) osztályának tyúkalakúak (Galliformes) rendjébe és a fácánfélék (Phasianidae) családjába tartozó  Argusianus nem egyetlen faja.

## Előfordulása
Indonézia, Malajzia, Mianmar és Thaiföld trópusi esőerdejeiben honos.

## Alfajai
- Argusianus argus argus
- Argusianus argus grayi

## Megjelenése
A hím testhossza, a farkával együtt 185 centiméter, a tojó jóval kisebb. A kakasnak feltűnően hosszú karevezői és farka van. A tyúk jóval egyszerűbb.
|  |  |

## Életmódja
Levelekkel, magvakkal és gerinctelen állatokkal táplálkozik.

## Szaporodása
A kakas dörgéssel udvarol a tyúknak. Hangosan hívja párját, pávaszemekkel díszített, felállítható faroktollaiból és karevezőiből hatalmas legyezőt formál. Egy kakas több tyúkkal is párosodik, az utód gondozásban nem vesz részt. A fészkét a talajra készíti és levelekkel béleli ki.